# Боню Піронков
Боню Піронков (болг. БонюСтоев Пиронков; 17 лютого 1897, Бабек — 17 листопада 1944, Банкя) — болгарський офіцер, генерал-лейтенант.

## Біографія
Народився 17 лютого 1897 року в селі Бабек біля Пловдива. Закінчив Першу чоловічу гімназію в Пловдиві (1915) та Військове училище в Софії (1917), після закінчення якого отримав звання підпоручника і як артилерист йде на фронт.
В мирний час служив в різних артилерійських частинах та гарнізонах. У 1936 році був командиром кінної артилерії в Нова Загора. У 1941 році був призначений командувачем 6-го артилерійського полку в Сливені. 14 вересня 1944 році був призначений командувачем 5-ї піхотної дунайської дивізії.
4 листопада, в боях під Штипом, полковник Боню Піронков був важко поранений і доставлений літаком до військового госпіталю, який в той час знаходився в Банкі, але незважаючи на зусилля лікарів, 17 листопада 1944 році він помер.

## Військові звання
- Підпоручник (1 серпня 1917)
- Поручник (30 червня 1919)
- Капітан (1 квітня 1927)
- Майор (6 травня 1935)
- Підполковник (6 травня 1939)
- Полковник (3 жовтня 1942)
- Генерал-майор (10 листопада 1944)
- Генерал-лейтенант (після смерті — 30 грудня 1944)